# 鴎よ、きらめく海を見たか めぐり逢い
『鴎よ、きらめく海を見たか めぐり逢い』（かもめよ、きらめくうみをみたか めぐりあい）は1975年の日本映画作品。日本アート・シアター・ギルド (ATG)製作。

## あらすじ
※映画.comに基づく。
カツオは北海道の炭鉱から上京した青年。ダンプ運転中に死んだ職場の先輩の未亡人に同衾を迫られる。ビルの窓拭きに転職し、業務中に、着替え中の久美という若いOLに一目惚れする。最初は嫌がっていた久美も、カツオの猛烈なアタックに負けて、二人は付き合うようになる。久美も、暗い田舎から逃げ出してきた過去を持つ上京組だ。ある晩、久美は昔の恋人にレイプされて妊娠してしまう。中絶手術をしたせいで、久美は健康を害して死んでしまう。

## 出演
出典は綜映社ウェブサイト。
- 田中健　-　カツオ
- 高橋洋子　-　久美
- 根岸明美　-　カツオの母
- 高岡健二　-　久美の元恋人
- 萩原健一　-　サングラスと白い杖の男
- あがた森魚　-　若者
- 下條正巳　-　カツオの隣人

## スタッフ
出典は綜映社ウェブサイト。
- 原作、脚本: 岩間芳樹
- 監督: 吉田憲二
- 美術: 横尾嘉良
- 主題歌歌唱: 田中健